# 콜데니아
콜데니아(coldenia, 학명: Coldenia procumbens 콜데니아 프로쿰벤스[*])는 택사목의 단형 과인 콜데니아과(coldenia科, 학명: Coldeniaceae 콜데니아케아이[*])의 단형 속인 콜데니아속(coldenia屬, 학명: Coldenia 콜데니아[*])에 속하는 유일한 종이다. 과거에는 지치과의 송양나무아과나 개송양나무아과 아래에 분류하기도 했으나, 지치목 워킹 그룹(Boraginales Working Group)의 2016년 분류에서는 분자계통학적 근거에 따라 별개의 과로 재분류했다.